# Сарацина
Сарацина (на гръцки: Σαρατσίνα) е археологически обект, праисторическо селище, край воденското село Друшка (Дросия), Гърция.
Селището е разположено югоизточно от Друшка, в индустриалната зона. Представлява неолитно селище с две праисторически могили.
В 1999 година е обявено за защитен археологически паметник.